# Koretoshi Maruyama
Koretoshi Maruyama, né le 5 octobre 1936 à Nihonbashi (Tokyo), est un maître japonais d'arts martiaux. 

## Aïkido et Aïkido Yuishinkaï
Il sort diplômé de la Faculté d’Économie de l’Université Keiō en mars 1956 puis reprend la direction de l’entreprise familial, Maruyama Manufacturing.
Il manifeste tôt un intérêt pour les arts martiaux. Suivant les conseils paternels, il suit une formation approfondie dans plusieurs arts martiaux dont le judo dont il obtiendra un 1er dan Kodokan, le catch professionnel avec Rikidozan, l’haltérophilie et à la boxe. Il recherche toutefois dans une direction où la victoire ne serait atteinte pas par un concours de force. Il s'inscrit à l’Aïkikaï, le dojo du fondateur  Ueshiba Morieheï senseï ainsi qu’au Club d’aïkido de l’Université Keiō, dont était sorti son futur maître Kōichi Tōhei senseï.
Il côtoie au Aïkikaï hombu dojo en 1965 les maîtres suivants : Tamura Iwao, Masuda Seijyuro, Watanabe Nobuyuki, Akira Tohei, Suganuma Mamoru,  Kobayashi Hirokazu,  Endo Seishiro, Kuroiwa Yoshio, Imaizumi Shizuo, Kurita Minoru, Sasaki Masando senseis.
En 1967, sur décision de Morihei Ueshiba, il devient instructeur professionnel 6e dan. Après la mort de Ueshiba senseï, il devient l’assistant de Kōichi Tōhei senseï, 10e dan Aïkikaï et chef-instructeur de l’Aïkikaï.

En 1971, il parcourt l’archipel de Hawaï pour enseigner l'Aïkido. 

En 1972, il suit  Koichi Toheï senseï quand ce dernier démissionne de l’Aïkikaï. Il devient chef-instructeur du Ki no Kenkyukai (Société du Ki), fondée par Koichi Toheï senseï en septembre 1971. Il reçoit le grade de 8e dan Kenkyukaï  de Koichi Toheï senseï.

En 1973, il est nommé responsable de l’enseignement à Hawaii et y enseigne pendant 10 ans à l’Université d'Hawaii à Hilo, ainsi qu’au Département de la Recherche en Éducation Physique de l’Université Keïo au Japon.

En 1990, il est nommé Président de Ki no Kenkyukai dont il démissionne le 29 juillet 1991.

En 1996, il établit l’Aïkido Yuishinkaï. Il s’y consacre entièrement depuis 2001. Maruyama sensei enseigne dans un dojo de Tokyo et effectue chaque année des voyages afin de rencontrer ses élèves dans de nombreux pays pour leur enseigner son art. 

En 2013, à l'occasion de sa tournée européenne, Maruyama sensei donnera son premier stage en France. Il est un des 18 uchideshis de Ueshiba sensei encore en activité.

## Arts de santé
Il a étudié  :
- le Seitai du maître Haruchika Noguchi
- le Reiki du maître Mikao Usui
- le Soutai Hou du maître Keizo Hashimoto

Maruyama sensei créé sa propre synthèse en connexion avec l’Aïkido Yuishinkai, le Shindo.

## Psychologie zen
Maître Maruyama senseï a étudié la psychologie du Zen. Il entame en 1991 une phase de recherche spirituelle par l'étude du Yogācāra (aussi nommée Cittamātra en sanskrit, « rien qu’esprit ») et étudie le mantra « Nous sommes fondamentalement l’esprit ». Le 9 mai 1996, il reçoit la permission de Shogen Munou, supérieur du temple, d’établir l’Aïkido Yuishinkai. Il quitte le temple le 9 octobre 2001.